# Coyote (mitología)

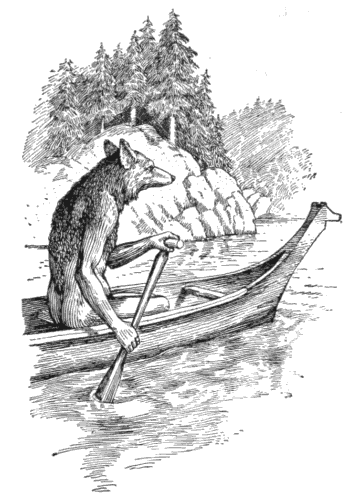
El Coyote en canoa, ilustración de un relato tradicional.

Coyote es un personaje mitológico común en muchas culturas nativas de América del Norte basado en el animal del mismo nombre (Canis latrans). Este personaje normalmente es macho y generalmente antropomorfo aunque puede tener algunos rasgos característicos del coyote tales como pelo, orejas puntiagudas, ojos amarillos, cola y garras. Los mitos y leyendas que incluyen a Coyote varían ampliamente de cultura a cultura. 

## Características
Coyote frecuentemente juega el papel de estafador o embustero, aunque en algunas historias es un bufón y el blanco de las bromas y en pocas ocasiones es rotundamente malvado. Las virtudes de su personalidad son su humor impulsivo y a veces su inteligencia. Los defectos son usualmente la avaricia y el deseo, la imprudencia, irreflexividad y envidia. Coyote suele ser el antagonista de su hermano Wolf (Lobo), quien es sabio y de naturaleza buena pero propenso a ceder ante las incesantes demandas de Coyote. En la mitología Tongva, es Coyote quien es estafado. Coyote desafía al "Río" a una carrera. Coyote sale victorioso, pero se derrumba por la fatiga. El río se ríe de él y toma el nombre "Hahamongna", que se dice explica el ruido producido en la parte superior del Río Arroyo Seco, que suena como si el río estuviera riendo.
La mitología moderna del coyote raramente se refiere a las historias del coyote sexualizado de algunas tribus del Noroeste. Mientras que los colonizadores blancos pueden haberlo sabido, pero fueron demasiado tímidos para recircular estas historias, hay evidencias de que en las narraciones de los escritores nativos, las publicaciones han sido "desinfectadas". Aparentemente estos mitos fueron suprimidos de la historia por los europeo-americanos más conservadores sexualmente hablando, y ahora son difíciles de encontrar. Hay referencias de los mitos sexuales de los coyotes aunque de fuentes originales de la época, donde un administrador indio puede referenciar los mitos y más tarde negarse a contar las historias.
El papel mitológico de Coyote como estafador es la base de la adopción moderna del coyote por los trabajadores sexuales estadounidenses en su industria "COYOTE" ("Call Off Your Old Tired Ethics", es decir, "Olviden su vieja y cansada ética" en inglés), el nombre de un grupo establecido en 1973 en San Francisco para defender a los trabajadores sexuales en los asuntos políticos y para ayudar a prostitutas que desean dejar el negocio. 

### En la Creación
Coyote figura prominentemente en varios mitos sobre la creación. En uno de ellos, Coyote crea a las primeras personas pateando una bola de barro hasta que formó al primer hombre. En otro mito Coyote logra fecundar a una mujer malvada que ha matado a todos los demás hombres del mundo durante el acto sexual.
Coyote también aparece en otras historias para explicar las costumbres de los pueblos o el por qué de algunas cosas, por ejemplo, en una de ellas intenta sin éxito cazar una presa, y en otra compite con otros depredadores. En el proceso fenómenos como el por qué los conejos tienen orejas largas son explicados.

### Héroe
Coyote también juega el papel de héroe, incluso un héroe cultural, en algunas historias. En estos relatos, incluso demuestra ser de útil y servicial (y a veces genuinamente heroico).

## Homólogos
En África, la figura del dios embaucador está representada por Eshu y Anansi, la araña.
Coyote ha sido comparado con el dios escandinavo Loki y con Prometeo, quien compartió con Coyote el truco de haber robado el fuego a los dioses para regalarlo a la humanidad. Algunas otras similitudes pueden ser trazadas con otros dioses, como el semidiós polinesio Maui, quien también robó el fuego para la humanidad e introdujo la muerte al mundo.
En China, la figura del Embaucador aparece en la leyenda del Rey Mono.
Claude Lévi-Strauss, un antropólogo francés, propuso una teoría estructural que sugiere que Coyote obtuvo su estatus mítico porque era un mediador animal entre la vida y la muerte.

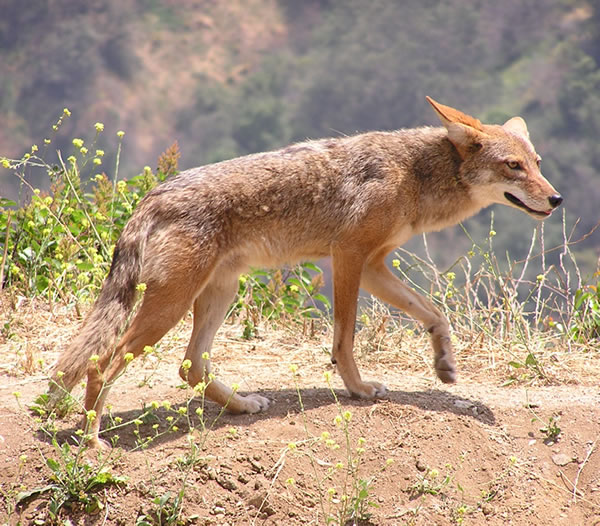
El coyote, animal en el que se basa el personaje mitológico homónimo.

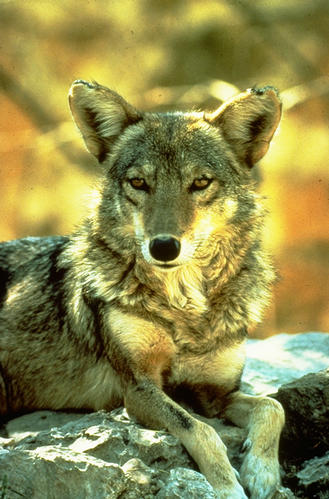
Canis latrans

### En América
Coyote es una figura en las siguientes áreas culturales, como son llamadas frecuentemente por los etnógrafos:

#### California
California
- Karok[3]
- Tongva del Sur de California
- Mitología Ohlone Norte de California
- Mitología Miwok Norte de California
- Mitología Pomo Norte de California

#### Baja California
- Meltí ?ipá jalá(u), el Coyote-gente-luna, es un dios lunar y creador en la mitología del pueblo kiliwa. También es una deidad azteca.

#### Llanuras
Grandes Llanuras
- Mitología Crow (Crow)
- Mitología Ho-Chunk (Ho-Chunk, Winnebago)
- Menominee

#### Mesetas
- Chinook
  - Wishram
  - Multnomah[4]
- Flathead[5]
- Nez Perce[6]
- Nlaka'pamux
- Secwepemc
- St'at'imc
- Tsilhqot'in
- Yakama[7]

#### Suroeste
Suroeste de Estados Unidos
- Mitología navajo (Navajo)

## Literatura
Coyote figura de manera prominente en los esfuerzos actuales de educar a los jóvenes sobre las lenguas y culturas Nativas Americanas. Por ejemplo, la gente Secwepemc del Bando Indio de Kamloops en Kamloops, Columbia Británica, Canadá, ha nombrado a su recientemente inaugurada escuela primaria nativa como la Escuela Sk'elep (Coyote) de Excelencia, mientras que algunos sitios de internet educacionales como uno copatrocinado por el Bando Indio de Neskonlith de Chase, Columbia Británica que presenta narraciones acerca de Sk'elep.
Peter Blue Cloud (Aroniawenrate) es un miembro del clan Tortuga de la Nación Mohawk. Sus libros incluyen dos colecciones de cuentos conntemporáneos de Coyote, La canción de flauta de Elderberry (Elderberry Flute Song) y El otro lado de ninguna parte (The Other Side of Nowhere), que presentan a Coyote de diferentes maneras — siendo gracioso, sabio, triste y sexual. La colección de William Bright, Un lector de Coyote (A Coyote Reader), también muestra la continua importancia de Coyote en el mundo contemporáneo, la película mexicana "canción de cuna para dormir cocodrilos", narra también una leyenda sobre coyote.
La figura legendaria del Coyote sobrellevaría un gradual desuso y desconocimiento por las sociedades americanas desde el siglo XV hasta bien arribado el siglo XX. La liieratura occidental categorizó dichas creencias nativo americanas como pagánicas, látricas e infernales, esfuerzo de tergiversación ideológica con fines de adoctrinamiento. La asediosa presencia pueblo judío, católica y protestante —hegemonías dogmáticas durante las etapas coloniales y poscoloniales en territorios americanos—, implicó la persecución de aquellos relatos no admisibles por las estructuras sociales colonialismo (algunas aún vigentes), tanto las instituciones eclesiásticas como por las instituciones gubernamentales —dentro de las cuales aún se suelen debatir los valores laicisistas judeocristianos y los debates sobre tolerancia religiosa—.

## En la cultura popular
- En la serie animada El Coyote y el Correcaminos de Warner Brothers. El personaje principal de El Coyote es bípedo, astuto y habita en una zona desértica alusiva a las llanuras norteamericanas, estando muy posiblemente influido por el personaje mitológico.
- Coyote, junto con Maui, Eris, Puck y otros, es uno de los 7 personajes "Tramposos" del juego Pandora's Box de Microsoft que deben ser encerrados dentro de la Caja de Pandora para evitar que extiendan el caos por el mundo. Coyote debe ser atrapado en el cuarto nivel del juego.